# Graben-Neudorf
Graben-Neudorf es un municipio situado en el distrito de Karlsruhe, en el estado federado de Baden-Wurtemberg (Alemania), con una población a finales de 2016 de unos 11 776 habitantes.
Se encuentra ubicado en el centro del estado, en la región de Karlsruhe, a poca distancia al este del río Rin que lo separa del estado de Renania-Palatinado.